# Marc Margotin
Marc Margotin, né le 30 octobre 1896 à Reims et mort le 28 avril 1978 à Épernay, est un architecte français de style Art déco. Il est l’auteur des plans d’immeubles rémois et de villas de La Baule.

## Biographie
Émile Marc Margotin naît le 30 octobre 1896 à Reims ; il est le fils de Léon Margotin (1859-1937), sculpteur et architecte, et de Marie Suzanne Pauline Thierot. 
Il est l’élève de Léon Jaussely, d’Eugène Chifflot et de Roger-Henri Expert à l’École nationale supérieure des beaux-arts. 
En 1920, associé à Louis Roubert, il restaure l’hôtel de La Salle à Reims.
Il dessine en 1928 à La Baule, avec Adrien Grave et Louis Roubert, la villa balnéaire Anto ; celle-ci est référencée comme patrimoine exceptionnel de la localité.
Il est également l’auteur, en 1929, de la maison située au 1, rue des Tournelles à Reims, qui reçoit le label « Patrimoine du XXe siècle » en septembre 2000. Il conçoit des plans pour des bâtiments situés à Blois en 1949 et à  Nancy en 1967. 
Il est inspecteur départemental de l'Urbanisme et de l'Habitation au ministère de la Reconstruction et du Logement en 1967.
Il meurt le 28 avril 1978 à Épernay, à l'âge de 81 ans.